# Grand Prix automobile d'Europe 1996
GP précédent GP suivant
Le Grand Prix automobile d'Europe 1996 (Grand Prix of Europe), disputé le 28 avril 1996 sur le Nürburgring, est la 585e épreuve du championnat du monde de Formule 1 courue depuis 1950. Il s'agit de la septième édition du Grand Prix d'Europe comptant pour le championnat du monde de Formule 1, la troisième disputée au Nürburgring et la quatrième manche du championnat 1996.

## Essais libres

### Première séance, le vendredi
| Pos. | Pilote             | Voiture            | Chrono         | Écart     |
| ---- | ------------------ | ------------------ | -------------- | --------- |
| 1    | Damon Hill         | Williams-Renault   | 1 min 20 s 853 |           |
| 2    | Michael Schumacher | Ferrari            | 1 min 21 s 332 | + 0 s 479 |
| 3    | Mika Häkkinen      | McLaren-Mercedes   | 1 min 21 s 478 | + 0 s 625 |
| 4    | Olivier Panis      | Ligier-Mugen-Honda | 1 min 21 s 858 | + 1 s 005 |
| 5    | David Coulthard    | McLaren-Mercedes   | 1 min 21 s 962 | + 1 s 109 |
| 6    | Jean Alesi         | Benetton-Renault   | 1 min 21 s 973 | + 1 s 120 |

### Deuxième séance, le samedi
| Pos. | Pilote             | Voiture          | Chrono         | Écart     |
| ---- | ------------------ | ---------------- | -------------- | --------- |
| 1    | Damon Hill         | Williams-Renault | 1 min 19 s 546 |           |
| 2    | Michael Schumacher | Ferrari          | 1 min 19 s 946 | + 0 s 400 |
| 3    | Jacques Villeneuve | Williams-Renault | 1 min 20 s 169 | + 0 s 623 |
| 4    | Gerhard Berger     | Benetton-Renault | 1 min 20 s 385 | + 0 s 839 |
| 5    | Rubens Barrichello | Jordan-Peugeot   | 1 min 20 s 500 | + 0 s 954 |
| 6    | Mika Häkkinen      | McLaren-Mercedes | 1 min 20 s 732 | + 1 s 186 |

## Résultats des qualifications

### Grille de départ du Grand Prix
| Pos.                                                                                      | No | Pilote                | Écurie             | Temps          | Écart     |
| ----------------------------------------------------------------------------------------- | -- | --------------------- | ------------------ | -------------- | --------- |
| 1                                                                                         | 5  | Damon Hill            | Williams-Renault   | 1 min 18 s 941 |           |
| 2                                                                                         | 6  | Jacques Villeneuve    | Williams-Renault   | 1 min 19 s 721 | + 0 s 780 |
| 3                                                                                         | 1  | Michael Schumacher    | Ferrari            | 1 min 20 s 149 | + 1 s 208 |
| 4                                                                                         | 3  | Jean Alesi            | Benetton-Renault   | 1 min 20 s 711 | + 1 s 770 |
| 5                                                                                         | 11 | Rubens Barrichello    | Jordan-Peugeot     | 1 min 20 s 818 | + 1 s 877 |
| 6                                                                                         | 8  | David Coulthard       | McLaren-Mercedes   | 1 min 20 s 888 | + 1 s 947 |
| 7                                                                                         | 2  | Eddie Irvine          | Ferrari            | 1 min 20 s 931 | + 1 s 990 |
| 8                                                                                         | 4  | Gerhard Berger        | Benetton-Renault   | 1 min 21 s 054 | + 2 s 113 |
| 9                                                                                         | 7  | Mika Häkkinen         | McLaren-Mercedes   | 1 min 21 s 078 | + 2 s 137 |
| 10                                                                                        | 15 | Heinz-Harald Frentzen | Sauber-Ford        | 1 min 21 s 113 | + 2 s 172 |
| 11                                                                                        | 12 | Martin Brundle        | Jordan-Peugeot     | 1 min 21 s 177 | + 2 s 236 |
| 12                                                                                        | 14 | Johnny Herbert        | Sauber-Ford        | 1 min 21 s 210 | + 2 s 269 |
| 13                                                                                        | 17 | Jos Verstappen        | Arrows-Hart        | 1 min 21 s 367 | + 2 s 426 |
| 14                                                                                        | 19 | Mika Salo             | Tyrrell-Yamaha     | 1 min 21 s 458 | + 2 s 517 |
| 15                                                                                        | 9  | Olivier Panis         | Ligier-Mugen-Honda | 1 min 21 s 509 | + 2 s 568 |
| 16                                                                                        | 18 | Ukyo Katayama         | Tyrrell-Yamaha     | 1 min 21 s 812 | + 2 s 871 |
| 17                                                                                        | 10 | Pedro Diniz           | Ligier-Mugen-Honda | 1 min 22 s 733 | + 3 s 792 |
| 18                                                                                        | 21 | Giancarlo Fisichella  | Minardi-Ford       | 1 min 22 s 921 | + 3 s 980 |
| 19                                                                                        | 20 | Pedro Lamy            | Minardi-Ford       | 1 min 23 s 139 | + 4 s 198 |
| 20                                                                                        | 16 | Ricardo Rosset        | Arrows-Hart        | 1 min 23 s 620 | + 4 s 679 |
| Temps minimal à réaliser pour la qualification : 1 min 24 s 467 (107 % de 1 min 18 s 941) |    |                       |                    |                |           |
| Nq.                                                                                       | 22 | Andrea Montermini     | Forti-Ford         | 1 min 25 s 053 | + 6 s 112 |
| Nq.                                                                                       | 23 | Luca Badoer           | Forti-Ford         | 1 min 25 s 840 | + 6 s 899 |

- Andrea Montermini et Luca Badoer ne sont pas autorisés à prendre le départ de la course, les deux pilotes Forti Corse ayant terminé les qualifications au-delà des 107 % du meilleur temps de Damon Hill. Ils ne sont pas repêchés par les commissaires de course car ils ne sont jamais descendus en deçà des 107 % durant les deux séances d'essais libres.

## Warm up, le dimanche matin
| Pos. | Pilote             | Voiture          | Chrono         | Écart     |
| ---- | ------------------ | ---------------- | -------------- | --------- |
| 1    | Damon Hill         | Williams-Renault | 1 min 20 s 998 |           |
| 2    | Jean Alesi         | Benetton-Renault | 1 min 21 s 025 | + 0 s 027 |
| 3    | Gerhard Berger     | Benetton-Renault | 1 min 21 s 349 | + 0 s 351 |
| 4    | Mika Häkkinen      | McLaren-Mercedes | 1 min 21 s 380 | + 0 s 382 |
| 5    | Michael Schumacher | Ferrari          | 1 min 21 s 785 | + 0 s 787 |
| 6    | Jos Verstappen     | Footwork-Hart    | 1 min 21 s 985 | + 0 s 987 |

## Classement
| Pos. | No | Pilote                | Écurie             | Tours | Temps/Abandon                      | Grille | Points |
| ---- | -- | --------------------- | ------------------ | ----- | ---------------------------------- | ------ | ------ |
| 1    | 6  | Jacques Villeneuve    | Williams-Renault   | 67    | 1 h 33 min 26 s 473 (196,007 km/h) | 2      | 10     |
| 2    | 1  | Michael Schumacher    | Ferrari            | 67    | + 0 s 762                          | 3      | 6      |
| 3    | 8  | David Coulthard       | McLaren-Mercedes   | 67    | + 32 s 834                         | 6      | 4      |
| 4    | 5  | Damon Hill            | Williams-Renault   | 67    | + 33 s 511                         | 1      | 3      |
| 5    | 11 | Rubens Barrichello    | Jordan-Peugeot     | 67    | + 33 s 713                         | 5      | 2      |
| 6    | 12 | Martin Brundle        | Jordan-Peugeot     | 67    | + 55 s 567                         | 11     | 1      |
| 7    | 14 | Johnny Herbert        | Sauber-Ford        | 67    | + 1 min 18 s 027                   | 12     |        |
| 8    | 7  | Mika Häkkinen         | McLaren-Mercedes   | 67    | + 1 min 18 s 438                   | 9      |        |
| 9    | 4  | Gerhard Berger        | Benetton-Renault   | 67    | + 1 min 21 s 061                   | 8      |        |
| Dsq. | 19 | Mika Salo             | Tyrrell-Yamaha     | 66    | Disqualifié                        | 14     |        |
| 10   | 10 | Pedro Diniz           | Ligier-Mugen-Honda | 66    | + 1 tour                           | 17     |        |
| Dsq. | 18 | Ukyo Katayama         | Tyrrell-Yamaha     | 65    | Disqualifié                        | 16     |        |
| 11   | 16 | Ricardo Rosset        | Arrows-Hart        | 65    | + 2 tours                          | 20     |        |
| 12   | 20 | Pedro Lamy            | Minardi-Ford       | 65    | + 2 tours                          | 19     |        |
| 13   | 21 | Giancarlo Fisichella  | Minardi-Ford       | 65    | + 2 tours                          | 18     |        |
| Abd. | 15 | Heinz-Harald Frentzen | Sauber-Ford        | 59    | Freins                             | 10     |        |
| Abd. | 17 | Jos Verstappen        | Arrows-Hart        | 38    | Boîte de vitesses                  | 13     |        |
| Abd. | 9  | Olivier Panis         | Ligier-Mugen-Honda | 6     | Accident                           | 15     |        |
| Abd. | 2  | Eddie Irvine          | Ferrari            | 6     | Sortie de piste                    | 7      |        |
| Abd. | 3  | Jean Alesi            | Benetton-Renault   | 1     | Accident                           | 4      |        |
| Nq.  | 23 | Andrea Montermini     | Forti-Ford         |       | Non qualifié                       |        |        |
| Nq.  | 22 | Luca Badoer           | Forti-Ford         |       | Non qualifié                       |        |        |

## Pole position et record du tour
- Pole position : Damon Hill en 1 min 18 s 941 (vitesse moyenne : 207,770 km/h).
- Meilleur tour en course : Damon Hill en 1 min 21 s 363 au 55e tour (vitesse moyenne : 201,585 km/h).

## Tours en tête
- Jacques Villeneuve : 67 tours (1-67)[5].

## Classements généraux à l'issue de la course
| Pos. | Pilote             | Écurie             | Points |
| ---- | ------------------ | ------------------ | ------ |
| 1    | Damon Hill         | Williams-Renault   | 33     |
| 2    | Jacques Villeneuve | Williams-Renault   | 22     |
| 3    | Jean Alesi         | Benetton-Renault   | 10     |
| 4    | Michael Schumacher | Ferrari            | 10     |
| 5    | Eddie Irvine       | Ferrari            | 6      |
| 6    | Mika Häkkinen      | McLaren-Mercedes   | 5      |
| 7    | Rubens Barrichello | Jordan-Peugeot     | 5      |
| 8    | David Coulthard    | McLaren-Mercedes   | 4      |
| 9    | Gerhard Berger     | Benetton-Renault   | 3      |
| 10   | Mika Salo          | Tyrrell-Yamaha     | 3      |
| 11   | Martin Brundle     | Jordan-Peugeot     | 1      |
| 12   | Olivier Panis      | Ligier-Mugen-Honda | 1      |
| 13   | Jos Verstappen     | Footwork-Hart      | 1      |

| Pos. | Écurie             | Points |
| ---- | ------------------ | ------ |
| 1    | Williams-Renault   | 55     |
| 2    | Ferrari            | 16     |
| 3    | Benetton-Renault   | 13     |
| 4    | McLaren-Mercedes   | 9      |
| 5    | Jordan-Peugeot     | 6      |
| 6    | Tyrrell-Yamaha     | 3      |
| 7    | Footwork-Hart      | 1      |
| 8    | Ligier-Mugen-Honda | 1      |

## Statistiques
- 1re victoire pour Jacques Villeneuve.
- Salo, 10e sous le drapeau à damiers, est disqualifié pour poids de sa voiture inférieur au règlement.
- Katayama, 12e sous le drapeau à damiers, est disqualifié pour avoir reçu de l'aide extérieure pendant le départ du tour de chauffe.